# Bunkhouse Theme
Bunkhouse – instrumentalny utwór skomponowany przez Boba Dylana, nagrany przez niego w lutym 1973 r. i wydany na albumie Pat Garrett and Billy the Kid w lipcu 1973 r.

## Historia i charakter utworu
Ten instrumentalny utwór został nagrany jako ilustracja muzyczna filmu Pat Garrett i Billy Kid w lutym 1973 r. w Burbank Studios w Burbank w Kalifornii, w czasie drugiej sesji. Plonem tej sesji były jeszcze: „Knockin’ on Heaven’s  Door” (5 prób), „Final Theme” (3 próby), „Billy 7” (3 próby), „Sweet Amarillo”, „Rock Me Mama”, „Ride Billy Ride”.
Jest to utwór instrumentalny. Tytuł – barak dla pracowników – nawiązuje do sceny z filmu. Spokojny motyw przewodni kompozycji powstał pod wpływem muzyki meksykańskiej.
Utwór ten nigdy nie był wykonywany na koncercie.

## Muzycy
Sesja druga
- Bob Dylan – gitara, wokal
- Terry Paul – gitara basowa, śpiew towarzyszący
- Roger McGuinn – gitara
- Jim Keltner – perkusja
- Russ Kunkel – tamburyn, bongosy
- Carol Hunter – gitara, śpiew towarzyszący
- Donna Weiss – chórki
- Brenda Patters – chórki
- Gary Foster – flet
- Carl Fortina – harmonia
- Fred Catz – wiolonczela
- Ted Michel – wiolonczela